# Helianthemapion velatum
Helianthemapion velatum – gatunek chrząszcza z rodziny pędrusiowatych i plemienia Aplemonini. Zamieszkuje zachód Palearktyki.

## Taksonomia
Gatunek ten opisany został po raz pierwszy w 1854 roku przez Carla E.A. Gerstäckera na łamach „Stettiner Entomologische Zeitung” pod nazwą Apion velatum. Jako lokalizację typową wskazano Smyrnę w Turcji.

## Morfologia
Chrząszcz o ciele długości od 1,7 do 2 mm. W ubarwieniu występuje mocny połysk zielonkawy do jasnoniebieskiego. Oskórek porastają białe, wyraźne, choć krótkie i rzadkie włoski. Stożkowata głowa ma stosunkowo krótkie i grube czułki oraz dość płaskie oczy. Owłosienie przy dolnych krawędziach oczu ustawione jest promieniście. U samca ryjek jest tak długi jak przedplecze, całkowicie prosty i u wierzchołka połyskujący, u samicy natomiast jest wyraźnie dłuższy niż przedplecze i trochę szczuplejszy niż u płci przeciwnej. Przedplecze jest tak szerokie jak długie, pośrodku rozszerzone, znacznie szersze od głowy, węższe od nasady pokryw. Punkty na jego powierzchni są stosunkowo grube i niezbyt gęsto rozmieszczone. Pokrywy są nieznacznie ku tyłowi rozszerzone, najszersze za środkiem długości i tam niewiele szersze niż w słabo zaznaczonych barkach. Odnóża tylnej pary u samca odznaczają się niewielkim, zaostrzonym, ku dołowi skierowanym ząbkiem po wewnętrznej stronie wierzchołkowej części pierwszego członu stopy.

## Ekologia i występowanie
Owad ten zasiedla łąki, zarośla i suche wzgórza, zwłaszcza o wapiennym podłożu. Jest oligofagiem czystkowatych. Najczęściej żeruje na posłonkach, w tym pospolitym i rozesłanym, ale podawany jest także z rodzajów Fumana i Tuberaria.
Gatunek palearktyczny. W Europie znany jest z Hiszpanii, Francji, Belgii, Holandii, Niemiec, Szwajcarii, Austrii, Włoch, Polski, Czech, Słowacji, Węgier i Bułgarii. W Azji notowany jest z Gruzji, Cypru, Turcji, Syrii, Izraela i Synaju. W Afryce podawany jest z Maroka i Libii.
W Polsce owad ten znany jest tylko z Ojcowskiego Parku Narodowego i jego okolic. Na „Czerwonej liście zwierząt ginących i zagrożonych w Polsce” umieszczony został jako gatunek krytycznie zagrożony wyginięciem (CR). Z kolei na „Czerwonej liście gatunków zagrożonych Republiki Czeskiej” znalazł się jako gatunek zagrożony wymarciem (EN).